# Памятная медаль «Бракосочетание Виллема-Александра и Максимы Соррегьета»

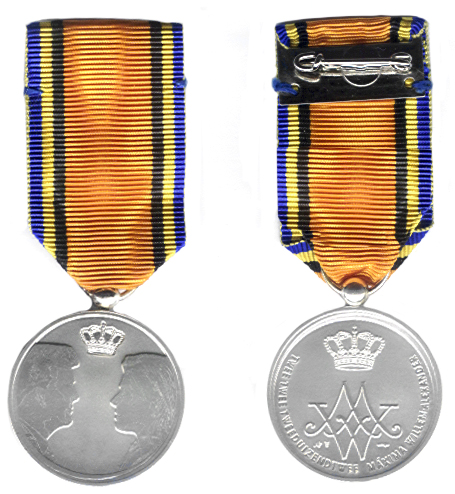
Памятная медаль «Бракосочетание Виллема-Александра и Максимы Соррегьета»

Памятная медаль «Бракосочетание Виллема-Александра и Максимы Соррегьета» (нидерл. Huwelijksmedaille 2002) — памятная медаль, которая была разработана и учреждена в 2002 году в честь свадьбы Виллема-Александра, принца Оранского и Максимы Соррегьета. Всего было издано 12 700 экземпляров. Более 12 тысяч граждан были отмечены этой медалью за разного рода заслуги.

## История создания
Традиция, согласно которой в честь празднования свадеб, юбилеев и инаугурации членов Королевского дома Нидерландов принято учреждать памятные медали — относится к 1898 году. После того как 31 марта 2001 года Королева Беатрикс объявила о помолвке своего старшего сына Виллема-Александра, были начаты работы по проектированию будущей медали. Выполнить этот заказ будущий король лично поручил известному нидерландскому дизайнеру Хансу ван Хьювеленгену.

## Характеристика
Хьювеленген решил отойти от традиционного изображения новобрачных, когда пара смотрит влево и один портрет располагается поверх другого. Вместо этого на аверсе медали портреты монархов размещены под короной дома Оранских таким образом, что лица смотрят друг на друга. Королевская семья Нидерландов утвердила дизайн и Королевский монетный двор приступил к чеканке памятной медали.
Медаль была создана с помощью компьютерного дизайна, при изготовлении оттиска использовалась лазерная технология. На аверсе — расположенные под короной профили новобрачных, глядящие друг на друга. На реверсе дизайнер отобразил пересечённые вензели Виллема-Александра и Максимы под короной дома Оранских. По кругу размещена надпись: «TWEE TWEE TWEEDUIZENDTWEE MÁXIMA WILLEM-ALEXANDER» (с нидерл. — «ДВЕ ТЫСЯЧИ ДВА МАКСИМА ВИЛЛЕМ-АЛЕКСАНДР»), отражающая дату бракосочетания — 02.02.2002 и имена невесты и жениха. Работу выполнила компания Vels Laser Innovations в Херенберге.
Лента состоит из семи полос синего, желтого, черного и оранжевого цвета в пропорциях 2-2-2/15/2-2-2 мм. Цвета символизируют королевский дом Оранских-Нассау и семью Соррегьета. Материал медали — серебро, диаметр — 30 мм, вес — 19 г.
Медаль носится на фраке или на парадной форме, отдельные случаи допускают ношение на лацкане пиджака.

## Награждённые медалью
Памятная медаль была выпущена в едином экземпляре для каждого награжденного. В случае повреждения или утраты обмен или выдача нового экземпляра не предусматривалась. Награды удостоились около 12000 человек, среди которых были отставные военнослужащие, сотрудники полиции, почётные иностранные гости и работники Суда.
Известные обладатели:
- Амсберг, Клаус фон;
- Беатрикс;
- Виллем-Александр;
- Ирена Нидерландская;
- Константин Нидерландский;
- Кристина Нидерландская;
- Лаурентин;
- Максима;
- Маргарита Нидерландская;
- Фризо Оранско-Нассауский;
- Марк Рютте[9];
- Йохан Л. Л. Агрикола (нидерл. Johan L. L. Agricola) — за подготовку королевской свадебной церемонии[10].